# 정광중학교
정광중학교(淨光中學校)는 대한민국 광주광역시 광산구 소촌동에 위치한 사립 중학교이다.

## 학교 연혁
- 1946년 9월 24일 : 초대 교장 만암(송정헌) 스님 취임
- 1946년 10월 10일 : 학교법인 정광학원 설립 (설립자 송종헌 대종사)
- 1948년 9월 25일 : 초대 이사장 만암(송정헌) 스님 취임
- 1987년 8월 18일 : 교사 신축이전
- 2022년 9월 1일 : 제21대 교장 정경금 선생 취임
- 2023년 9월 1일 : 제15대 이사장 자공(최두식)스님 취임
- 2024년 1월 4일 : 제77회 졸업생 201명 배출(총 17,588명)
- 2024년 3월 4일 : 제80회 신입생 179명 입학

## 참고 자료
- 정광중학교 - 한국교육학술정보원 학교알리미